# Hangwälder und Felsfluren am Kaisertempel/Martinswand b. Eppstein
Hangwälder und Felsfluren am Kaisertempel/Martinswand b. Eppstein este o arie protejată (arie specială de conservare — SAC, sit de importanță comunitară — SCI) din Germania întinsă pe o suprafață de 228,87 ha, integral pe uscat.

## Localizare
Centrul sitului Hangwälder und Felsfluren am Kaisertempel/Martinswand b. Eppstein este situat la coordonatele 50°08′18″N 8°24′49″E / 50.1383°N 8.4136°E.

## Înființare
Situl Hangwälder und Felsfluren am Kaisertempel/Martinswand b. Eppstein a fost declarat sit de importanță comunitară în noiembrie 2004 pentru a proteja 1 specie de plante. Situl a fost protejat și ca arie specială de conservare în martie 2008.

## Biodiversitate
Situată în ecoregiunea continentală, aria protejată conține 7 habitate naturale: Lacuri eutrofice naturale cu vegetație de tip Magnopotamion sau Hydrocharition, Grohotișuri silicioase medio-europene, la altitudine înaltă, Pante stâncoase silicioase cu vegetație casmofită, Roci stâncoase cu vegetație pionieră de Sedo-Scleranthion sau Sedo albi-Veronicion dillenii, Păduri de fag Luzulo-Fagetum, Păduri pe pante, grohotișuri și ravene de Tilio-Acerion, Păduri aluvionare cu Alnus glutinosa și Fraxinus excelsior (Alno-Padion, Alnion incanae, Salicion albae).
La baza desemnării sitului se află o specie protejată de  plante: Vandenboschia speciosa.